# Anna Hostomská

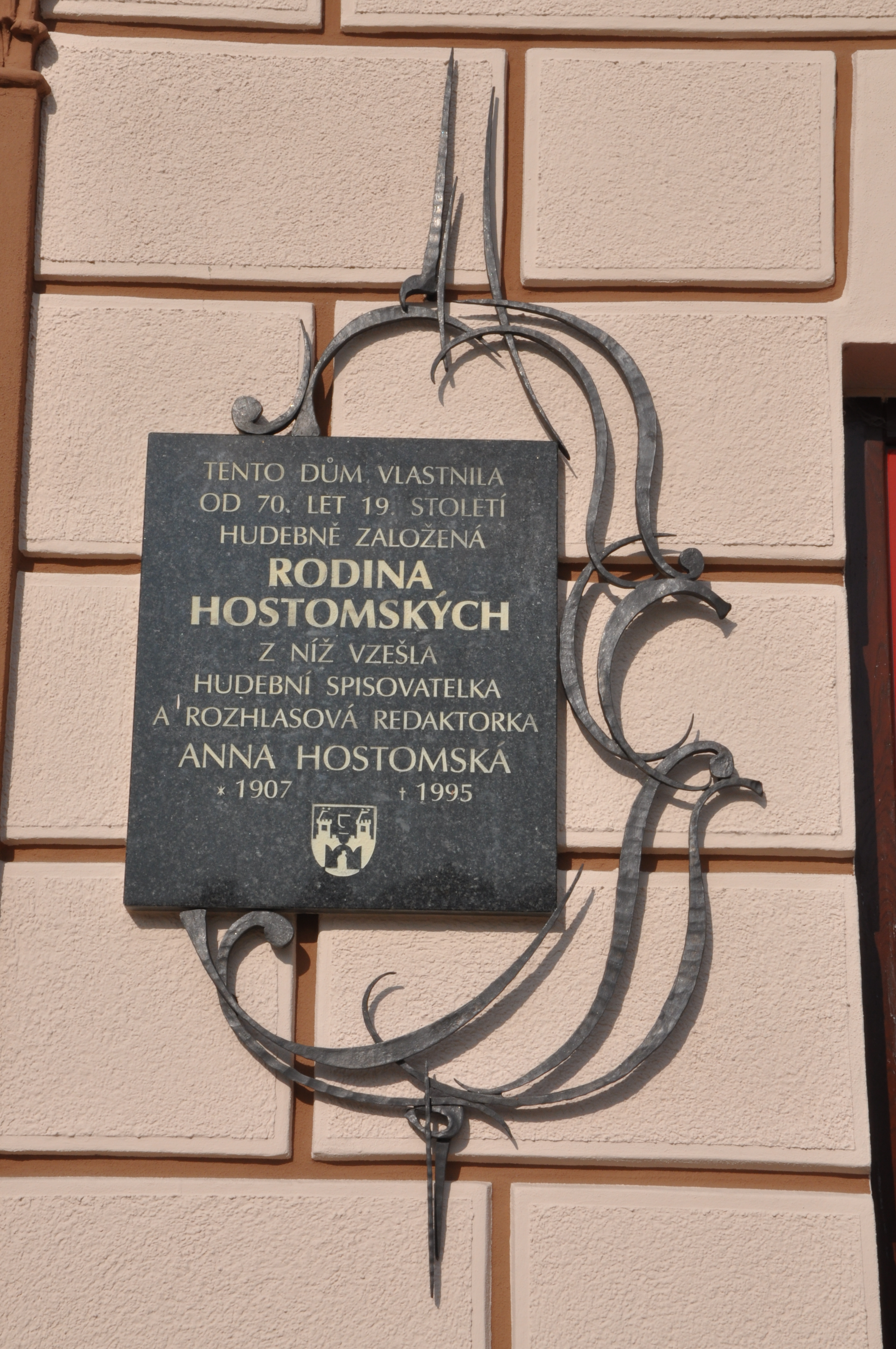
Pamětní deska věnovaná rodině Hostomských na pelhřimovském Masarykově náměstí

Anna Hostomská (6. srpna 1907 Tábor – 28. března 1995 Praha) byla česká hudební propagátorka, spisovatelka a překladatelka. Dlouhá léta (1929–1962) působila v Radiojournalu a Československém rozhlasu jako redaktorka.

## Mládí a studia
Anna Hostomská pocházela z hudbymilovné rodiny JUDr. Otakara a Leontýny, rozené Lankašové, původem učitelky. Narodila se v Táboře, kde její otec působil jako c.k. soudní auskultant, než byl r. 1910 jmenován soudcem v rodném Pelhřimově. Maturovala na Státním reálném gymnasiu v Pelhřimově r. 1926. Ve školním roce 1926/27 absolvovala abiturientský kurs při obchodní akademii v Praze - Karlíně. Ve školním roce 1927/ 28 studovala francouzštinu a francouzskou literaturu na Faculté de lettre v Lyonu ve Francii (2 semestry na Univerzitě v Lyonu). Roku 1928 nastoupila jako úřednice a stenotypistka v Handels und Gewerbekammer v Liberci. Od 1. srpna 1929 přešla na úřednické místo do Radiojournalu v Praze (později Československého rozhlasu), kde se vypracovala na sekretářku šéfa hospodářského odboru, tajemnici a finanční referentku hudebního odboru a 1945-1950 na vedoucí smíšených a zábavních pořadů. Dramaturgicky, technicky, organizačně i hlasatelsky připravila také řadu vlastních relací. Souběžně studovala 1936-39 a 1945-47 na filosofické fakultě na Univerzitě Karlově v Praze všeobecnou filozofii, sociologii a vědy o hudbě a umění. Druhá světová válka její plány překazila, když v letech 1939 až 1945 byly české vysoké školy uzavřené. Na Univerzitu Karlovu se vrátila k dokončení studií v letech 1945–1947 při svém zaměstnání. Odevzdala rigorózní práci Rozhlas a posluchači (sociologie rozhlasu). K obhajobě pak pro velký nápor zaměstnání v rozhlase nedošlo.

## Léta v rozhlase
Anna Hostomská začínala roku 1929 v „šest let mladém“ rozhlasu jako sekretářka, zejména v hudebním provozu. Měla na starosti korespondenci, honoráře hudebníků a také vybírala a objednávala k účinkování dechové kapely i taneční orchestry. V té době se vysílalo většinou živě – přímo z kaváren, koncertních sálů a divadel. V těžké době Protektorátu Čechy a Morava mimo jiné udržovala písemný kontakt s posluchači totálně nasazenými v německé říši, kteří žádali redakci rozhlasu o vysílání oblíbených skladeb.V té době Hostomská již vedla rozhlasovou redakci hudebních smíšených pořadů, čímž se rozuměly koncerty klasické hudby, opery, operety a také kabarety. Její zásluhou se v roce 1946 k mikrofonu dostal jeden z nejvýraznějších autorů a interpretů rozhlasové a později televizní zábavy druhé poloviny 20. století – Vladimír Dvořák. Pět let byl rozhlasovým redaktorem a potom externím spolupracovníkem. Hostomská a Dvořák spolu vytvářeli celé rozhlasové zábavné programy.

## Hudební pořady
Jako rozhlasová redaktorka připravila Hostomská s velkým přehledem a znalostmi světové i naší hudební literatury řadu nejrůznějších rozhlasových pořadů. Plnila tím své hudebně popularizační poslání, přitom dávala s velkým zaujetím přednost české a světové operní tvorbě a také operetám (mj. operetě Mam’zelle Nitouche od francouzského skladatele Hervé). K nejznámějším patřily její pořady Co máte nejraději (s podtitulem operní pořady sestavené podle návrhů posluchačů) a od r. 1960 Hudba, kterou mám rád. V něm vyjadřovaly mnohé osobnosti, profesí nemuzikanti – např. Karel Höger, Jan Werich, Dana Medřická, Jaroslav Heyrovský, Max Švabinský, Josef Sudek, Cyril Bouda, Eliška Junková, Luděk Pachman; Dana Zátopková a Emil Zátopek – svůj vztah k hudbě.
Její skoro hodinové pořady byly u posluchačů mimořádně oblíbené, nejen proto, že Hostomská dokázala vyprávět poutavě a srozumitelně. Cyklus pořadů Co máte nejraději, vysílaný po dobu deseti let (1952-1962) jednou týdně, měl tak velkou sledovanost, že autorka dostávala v průměru 2 až 14 tisíc dopisů po každém vysílání (14 tisíc byl rekord z jednoho pořadu). Posluchači vítali také možnost ověřovat si své hudební znalosti v pořadech hádankového typu. V tomto vysílání zaznělo téměř 1 400 úryvků z 321 oper od 138 skladatelů.

## Nejen u mikrofonu
V roce 1962 odešla Anna Hostomská do důchodu, rozhlasu ovšem zůstala nadále věrná jako externí spolupracovnice. Pokračovala v popularizaci hudby; publikovala v časopisech i knižně; připravovala pořady pro známé pražské Divadlo hudby a překládala operní libreta z polštiny, ruštiny, němčiny a italštiny. Posledním rozhlasovým pořadem, ve kterém mohli posluchači slyšet její charakteristický altový hlas se zvláštním zabarvením a osobitou intonací, byly Modlitby v operách, který připravila na velikonoční sobotu 30. března 1991. Organizovala a uváděla koncerty pro dospělé a děti; účastnila se mnoha besed. Poslední z nich uspořádala ve svých 87 letech počátkem března 1995 pro Spolek dívčího gymnazia Minerva v Národním domě v Praze na Vinohradech.
Anna Hostomská měla v Českém rozhlase tak známé jméno, že se stala doslova legendou, nejen pro neopakovatelnou atmosféru pořadů, ve kterých nenapodobitelně přibližovala krásy hudby. Byla příkladem či vzorem pro nejednu generaci rozhlasových pracovníků.
Jejím manželem byl profesor Mirko Očadlík. Absolvent muzikologie, estetiky a historie na Univerzitě Karlově působil v rozhlase v letech 1928–1950 (v hudebním oddělení, ve studijním oddělení a od roku 1945 jako programový ředitel). Byl pedagogem na Akademii múzických umění; sedm let byl vedoucím katedry hudební vědy na filozofické fakultě UK a zde také děkanem (1954–1958). Cenné materiály z jeho pozůstalosti Hostomská věnovala Očadlíkově knihovně v jeho rodném Holešově na Kroměřížsku.
Více písemné pozůstalosti A. Hostomské z její rozhlasové činnosti je uloženo v Národním archívu v Praze.
Po úmrtí manžela r. 1964 bydlela do konce života v Žitné ul. 30, Praha 2. 
Pochována je v hrobě č. 7A-5 v Praze na Vyšehradě.

## Z knih
- Opera – Průvodce operní tvorbou (1. vydání 1955, 11. vydání: Anna Hostomská a kolektiv 2018 v NS Svoboda)
- Příběhy, pověsti a pohádky paní Hudby (prvé vydání roku 1959; vydáno znovu v 5. vydání nakladatelstvím Paseka v roce 2007)
- Kouzelný svět: vyprávění o světové opeře (1960)
- Labyrint hudby a ráj srdce (1967)
- Hudba a lidé (1969) – přepisy některých osobností z rozhlas. pořadů Hudba, kterou mám rád.